# Eric Ewazen
Eric Ewazen, (ɪˈweɪzən) (Cleveland, 1º marzo 1954), è un compositore e docente statunitense.

## Biografia
Ewazen ha studiato composizione con Samuel Adler, Milton Babbitt, Gunther Schuller, Joseph Schwantner, Warren Benson e Eugene Kurtz alla Eastman School of Music e alla Juilliard School (dove ha ricevuto numerosi premi di composizione, premi e borse di studio). È docente alla Juilliard School dal 1980 ed è stato docente della serie dei Musical Encounters della New York Philharmonic. Ha anche lavorato nelle facoltà della Hebrew Arts School e del Lincoln Center Institute. È stato Vice Presidente della Lega dei compositori - Società internazionale di musica contemporanea dal 1982-1989, ed è stato anche compositore in residenza per l'Orchestra of St. Luke's.

## Musica
Le composizioni di Ewazen sono state eseguite da numerosi gruppi e orchestre di tutto il mondo, come l'Orchestra di Cleveland e in festival come Woodstock, Tanglewood, Aspen, Caramoor, Tidewater e la Music Academy of the West, tra gli altri. Negli ultimi anni ha sempre più scritto musica per gli ottoni e molti di questi lavori sono eseguiti regolarmente.
Le sue opere sono state commissionate ed eseguite da organizzazioni come il St. Luke's Chamber Ensemble, Greenwich Symphony, Fairfield Chamber Orchestra, American Brass Quintet, Borealis Wind Quintet, Bellevue Philharmonic, Detroit Chamber Winds, Western Piedmont Symphony, School for Strings, L'Amore di Musica, New York State Council on the Arts, the Philip-Morris Companies, Jerome Foundation, Università dell'Arizona, Università dell'Oklahoma, Music Academy of the West e solisti come Julius Baker, Mindy Kaufman, Philip Smith, Joseph Alessi e Eugene Becker (della New York Philharmonic), Toni Lipton e Scott Brubaker (della Metropolitan Opera), Olegna Fuschi, Rebecca Scott, James Houlik, Linda Strommen e Leon Russianoff, tra gli altri. Il terzo movimento della sua Symphony in Brass è usato come tema musicale per la copertura politica della National Public Radio.

## Registrazioni
Tra i suoi lavori registrati ci sono: "Ballad for Clarinet, Harp & String Orchestra" (John Russo);  "Colchester Fantasy" (American Brass Quintet per la Summit Records);  "Sonata for Viola and Piano" (Eugene Becker per la Clique Trak), "Symphony in Brass" (Summit Brass per Summit Records), "The Tiger" (William White per Hyperion Records), "The Diamond World" (Ahn Trio), e la Well-Tempered Productions ha pubblicato un disco con tutto Ewazen con "Frost Fire", "...to cast a shadow again", "Quintet for Trumpet and Strings", "The Palace of Nine Perfections" (Gruppo di percussioni dell'Università dell'Oklahoma) e "Sonata for Horn & Piano" con l'American Brass Quintet, la Chamber Ensemble of St. Luke's ed il premio Grammy William Sharp.  Nell'autunno del 1996 i principali componenti della New York Philharmonic registrarono un disco di musica di Mr. Ewazen per la Cala Records. Ci sono tre dischi dedicati alla sua musica sull'etichetta Albany Records: "Sejong Plays Ewazen" con gli International Sejong Soloists, "Orchestral Music and Concertos" con la Czech Philharmonic Chamber Orchestra diretta da Paul Polivnick, e "Bass Hits", una collezione di pezzi da concerto per trombone basso e vari gruppi.

## Elenco parziale delle opere

### Per orchestra o gruppo d'archi
- Chamber Symphony (1986)
- Legacy (2000)
- Flight (2001)
- A Hymn for the Lost and the Living (2001)
- Celtic Hymns and Dances (1990)
- Celebration of a Cherished Life (2002)
- Sinfonia for String Orchestra (2001)
- Overture to the School for Strings (2000)
- Celestial Dancers (2007)

### Concerti
- Shadowcatcher – Concerto for Brass Quintet and Wind Ensemble (1996) [arr. for orchestra/piano]
- Concerto for Flute and Chamber Orchestra (1989)
- Down a River of Time – Oboe and String Orchestra (1999)
- Ballade for Clarinet, Harp, and String Orchestra (1987)
- Concerto for Trumpet and String Orchestra (1990)
- Danzante – Trumpet and Wind Ensemble (2004)
- Concerto for Tenor Trombone and Wind Ensemble (2001)
- Visions of Light – Tenor Trombone and Wind Ensemble (2003)
- Concerto for Bass Trombone or Tuba and Orchestra (1997)
- Concerto for Euphonium and Wind Ensemble (2003)
- Concerto for Marimba and String Orchestra (1999)
- Concerto for Violin and String Orchestra (1997)
- Concerto for Bassoon and Wind Ensemble (2002)
- Cascadian Concerto for Wind Quintet and Orchestra (2003)
- Concerto for Tenor Saxophone and Orchestra (1992)
- Concerto for Horn and String Orchestra (2002)
- Hold Fast Your Dreams – Oboe and Wind Ensemble (2010)

### Sonate
- Sonata No. 1 for Flute and Piano (2011)
- Sonata No. 2 for Flute and Piano (2013)
- Sonata for Horn and Piano (1992)
- Sonata for Trombone and Piano (1993)
- Sonata for Trumpet and Piano (1995)